# No Name
| Оценки критиков | Оценки критиков |
| Источник        | Оценка          |
| --------------- | --------------- |
| InterMedia      | 6,5/10          |

No Name (с англ. — «Без имени») — второй студийный альбом украинской певицы Maruv, выпущенный 5 ноября 2021 года на лейбле Sony Music Entertainment. Исполнительница назвала альбом миксом из треков, которые написаны «прямо с пылу с жару», и треков, которые у неё лежат достаточно давно.

## Отзывы критиков
Алексей Мажаев из InterMedia заявил, что такой альбом обычно выпускают шестым или седьмым в карьере и не считают номерным, представляя его сборником ауттейков, по его мнению, это отважный ход, но его вряд ли оценят слушатели, ещё не успевшие настолько полюбить Maruv, чтобы жадно внимать её не слишком захватывающим экспериментам. Он заметил, что певица местами и забавно скрещивает лаунж с рэпом и танцевальной музыкой, переходя с английского на украинский и русский — но на альбоме это всё сливается воедино, не давая аудитории каких-то хуков, зацепок и запоминающихся ходов. Единственным потенциальным шлягером он назвал песню «Destination». Резюмируя же, он заявил, что диск иллюстрирует скорее творческий тупик.

## Список композиций
| №                   | Название                           | Автор(ы)                                      | Длительность |
| ------------------- | ---------------------------------- | --------------------------------------------- | ------------ |
| 1.                  | «Money»                            | Анна Попелюх                                  | 2:43         |
| 2.                  | «Ne Zabudu»                        | Анна Попелюх, Стас Чёрный, Иван Клименко      | 2:55         |
| 3.                  | «Put Your Hands Up»                | Анна Попелюх                                  | 3:12         |
| 4.                  | «You and I»                        | Анна Попелюх                                  | 3:18         |
| 5.                  | «Mara»                             | Анна Попелюх, Елена Мещерякова                | 2:44         |
| 6.                  | «Pill With My Sista»               | Анна Попелюх                                  | 2:22         |
| 7.                  | «Fingers Up»                       | Анна Попелюх                                  | 2:11         |
| 8.                  | «Rich Bitch»                       | Анна Попелюх                                  | 2:36         |
| 9.                  | «Destination» (совместно с Boosin) | Анна Попелюх, Михаил Бусин, Андрей Бескровный | 3:22         |
| 10.                 | «Bullet» (совместно с The Hatters) | Анна Попелюх, Павел Личадеев, Юрий Музыченко  | 3:32         |
| 11.                 | «On My Skin»                       | Анна Попелюх, Стас Чёрный, Сид Кальдера       | 2:43         |
| 12.                 | «By Your Side»                     | Анна Попелюх, Стас Чёрный, Денития Одиги      | 2:56         |
| Общая длительность: | Общая длительность:                | Общая длительность:                           | 34:48        |